# Dhuoda

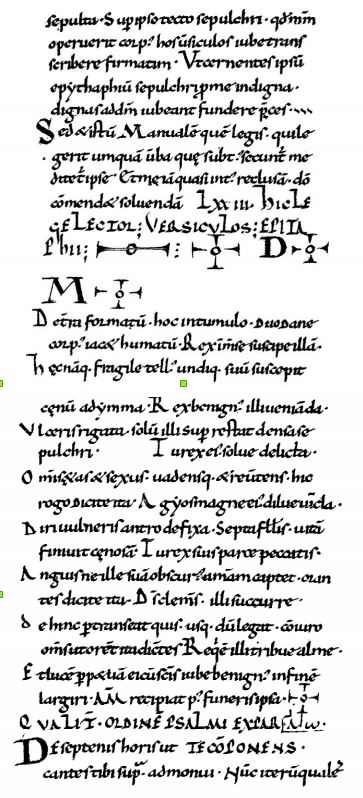
Pagina uit de Liber Manualis (slot van Boek 10, begin van Boek 11)

Dhuoda (806 - gestorven vóór 849) was de echtgenote van Bernhard van Septimanië (zoon van Willem van Gellone) en moeder van Willem en Bernard Plantevelue (vader van Willem I van Aquitanië).

## Afkomst
Dhuoda stamde uit een aanzienlijke familie uit het oosten van het Frankenland (Austrasië) en was net als haar echtgenoot waarschijnlijk verwant aan de familie van Karel de Grote. 

## Onderwijs
Vrijwel zeker genoot zij onderwijs aan de 'keizerlijke hofschool' die aan de palts (het keizerlijk paleis) in Aken was verbonden. De hofschool was in 782 onder leiding komen te staan van Alcuin, de geleerde monnik die uit Engeland afkomstig was. Alcuin was volgens Karel de Grote de geschikte man om het onderwijs in het rijk op een hoger peil te brengen en een leerplan te ontwerpen om de wetenschap te bevorderen. Hij voerde een nieuw schrift in om de bonte verscheidenheid in manieren van schrijven te vervangen: de Karolingische minuskel. De eerste leerlingen waren de leden en verwanten van de koninklijke familie, gevolgd door de leden van de hofhouding, raadslieden en ambtenaren van de kanselarij. Zowel Dhuoda als Bernhard profiteerden van het hoge onderwijsniveau, dat ook na het overlijden van Karel de Grote toen het rijk op grote schaal ten prooi viel aan anarchie en verwarring, redelijk gehandhaafd bleef. 

## Huwelijk
Op achttienjarige leeftijd huwde zij 24 juni 824 in het keizerlijke paleis in Aken met Bernhard, de hertog van Septimanië (de Gotische Mark) en graaf van Barcelona (de Spaanse Mark). Ze werden de stamouders van de tien hertogen van Aquitanië, die allemaal de naam Willem droegen naar Bernhards vader Willem Gellone, te beginnen met Willem I, de zoon van hun zoon Bernard Plantevelue (met de harige voeten).
Hun zoon Willem werd in 826 geboren, Bernard vijftien jaar later in 841. Haar oudste zoon Willem moest Bernhard naar het hof van Karel de Kale brengen, omdat zijn beloften van trouw door zijn leenheer niet hoog werden aangeslagen en daarom een garantie wilde. Nog voordat de jongste was gedoopt, werd Dhuoda van hem gescheiden, omdat zijn vader hem meenam naar Aquitanië. 

## Verblijfplaats
Dhuoda verbleef op de burcht Uzès (onder Nîmes) in het centrum van Septimanië. Zij zorgde er voor het handhaven van orde en rust, aangezien haar man er de markgraaf was. Zij moest het land verdedigen tegen invallen van de Saracenen, omdat haar man dikwijls afwezig was door besognes, die ontstonden toen Lodewijk de Vrome zijn vader Karel de Grote opvolgde. Ze stak zich daarbij in de schulden. 

## Liber Manualis
Om haar zonen toch te helpen op hun moeilijke weg naar de volwassenheid schreef zij voor haar oudste zoon een handboek, de Liber Manualis, om hem als jonge edelman adviezen en richtlijnen te geven, zodat hij later een hoge en eervolle functie in het staatsbestel zou kunnen vervullen. Ze hoopte dat haar oudste zoon haar jongste zou helpen bij diens ontwikkeling.
Ze schreef het in 'minuskel' en Latijn tussen woensdag 30 november 841 en vrijdag 2 februari 843. Het geschrift is 'enig in zijn soort' en geprezen als 'de oudste pedagogische verhandeling van West-Europa over opvoeding'. 
Het boek bevat aanhalingen uit de Bijbel, zowel uit het Oude Testament als het Nieuwe Testament, citaten van kerkvaders als Augustinus van Hippo en Gregorius de Grote. Dhuoda maakte gebruik van klassieke schrijvers als Donatus en had weet van de Latijnse christelijke dichter Prudentius en het werk van Benedictus. Ook verwijst ze naar Alcuin, zijn leerling Ambrosius Autpertus en Hrabanus Maurus, de beroemde abt van Fulda. Dhuoda bleek ook belangstelling te hebben voor de getallenleer (symboliek van de getallen). Ze riep in haar boek haar zoon op te bidden.
Dhuoda was niet alleen zeer ontwikkeld, maar ook literair getalenteerd. Er zijn diverse poëtische bijdragen van haar hand. Nergens valt een bevelende of dwingende toon te bespeuren. Ze wilde dat haar zoon haar boek als 'een honingzoete drank' tot zich zou nemen. Ze gaf hem onder meer de raad iedereen met respect te behandelen, de armen en ongelukkigen te beminnen en veel boeken aan te schaffen. Ten slotte gaf ze hem informatie over zijn voorgeslacht in de vorm van een stamboom, maar alleen met alle gegevens over de familie van vaderszijde. Ze verzocht hem haar schulden af te lossen en eindigde met haar eigen grafschrift.

## Overlijden
Een jaar nadat ze haar boek had voltooid werd haar man Bernhard onthoofd. het is niet zeker of zij dit heeft meegemaakt. Wel bleef haar de executie van haar oudste zoon bespaard: Willem werd in 849 op 23-jarige leeftijd net als zijn vader op het schavot met het zwaard ter dood gebracht. Ze zal vóór 849 zijn overleden.
Haar jongste zoon Bernard Plantevelue werd graaf van Auvergne en Velay, Toulouse, Limoges en Rodez en was tevens in het bezit van Septimanië en het graafschap Bourges. Daarnaast regeerde hij over de graafschappen Mâcon en Lyon. Bernard Plantevelue stierf in 885 een natuurlijke dood.